# Akodon dayi
Akodon dayi är en däggdjursart som beskrevs av Wilfred Hudson Osgood 1916. Akodon dayi ingår i släktet fältmöss, och familjen hamsterartade gnagare. IUCN kategoriserar arten globalt som livskraftig. Inga underarter finns listade i Catalogue of Life.
Denna fältmus förekommer vid Andernas östra sluttningar i Bolivia. Den når där från låglandet upp till 2450 meter över havet. Habitatet utgörs främst av gräsmarker och dessutom besöks skogar och trädgårdar.